# Parafia św. Antoniego z Padwy w Tołoczynie
Parafia św. Antoniego z Padwy w Tołoczynie – rzymskokatolicka parafia znajdująca się w diecezji witebska w dekanacie orszańskim na Białorusi. Posługę duszpasterską w parafii sprawują pallotyni.

## Historia
Pierwszy kościół w Tołoczynie fundacji kanclerza wielkiego litewskiego Lwa Sapiehy powstał w 1604. W 1853 powstał nowy kościół pw. Narodzenia NMP na miejscu wcześniejszego spalonego. W 1892 parafia znajdowała się w dekanacie orszańskim archidiecezji mohylewskiej i liczyła 3067 wiernych. W 1917 w dekanacie Sienno archidiecezji mohylewskiej, liczyła 3200 wiernych.
Parafia działała do lat 30. XX w, kiedy to została zamknięta przez komunistów, którzy ponadto znacjonalizowali kościół. W późniejszych latach świątynia wykorzystywana była w różnych celach świeckich. Zwrócona wiernym 6 kwietnia 1993. Wtedy też nastąpiło odrodzenie parafii.